# Distance de Lévy-Prokhorov
En mathématiques, la distance de Lévy-Prokhorov, parfois appelée distance de Prokhorov, est une distance sur l'ensemble des mesures de probabilité d'un espace métrique donné. Cet objet mathématique doit son nom au mathématicien français Paul Lévy et au mathématicien soviétique Yuri Prokhorov. C'est une généralisation de la distance de Lévy, à des espaces autres que {\displaystyle \mathbb {R} }, due à Prokhorov.

## Définition
Soit {\displaystyle (M,d)} un espace métrique et {\displaystyle {\mathcal {P}}(M)} l'ensemble des mesures de probabilité sur l'espace mesurable {\displaystyle (M,{\mathcal {B}}(M))}, où {\displaystyle {\mathcal {B}}(M)} désigne la tribu borélienne sur {\displaystyle M}.
Pour un sous-ensemble {\displaystyle A\subseteq M} et {\displaystyle \varepsilon >0}, notons {\displaystyle A^{\varepsilon }} le {\displaystyle \varepsilon }-voisinage de {\displaystyle A} défini comme suit : {\textstyle A^{\varepsilon }:=\{p\in M\mid \exists q\in A,\,d(p,q)<\varepsilon \}=\bigcup _{p\in A}B_{\varepsilon }(p)}, où {\displaystyle B_{\varepsilon }(p)} est la boule ouverte de centre {\displaystyle p} et de rayon rayon {\displaystyle \varepsilon }.
La métrique de Lévy-Prokhorov {\displaystyle \pi :{\mathcal {P}}(M)^{2}\to \left[0,+\infty \right[} est définie ainsi :
{\displaystyle \pi (\mu ,\nu ):=\inf \left\{\varepsilon >0\mid \forall A\in {\mathcal {B}}(M),\,\mu (A)\leq \nu (A^{\varepsilon })+\varepsilon \;{\text{et}}\;\nu (A)\leq \mu (A^{\varepsilon })+\varepsilon \right\}},
On peut vérifier qu'il s'agit d'une distance bornée par 1.

## Propriétés
Le principal résultat justifiant l'introduction de cette distance et le suivant : si {\displaystyle M} est séparable, alors la convergence faible sur l'espace {\displaystyle {\mathcal {P}}(M)} est équivalente à la convergence selon {\displaystyle \pi }.
De plus {\displaystyle {\mathcal {P}}(M)} est alors séparable et si {\displaystyle M} est complet, alors {\displaystyle {\mathcal {P}}(M)} l'est aussi. Cette discussion se résume ainsi : si {\displaystyle M}est un espace polonais, alors {\displaystyle {\mathcal {P}}(M)} muni de la convergence en loi l'est également.
Certains auteurs suppriment l'une des inégalités dans la définition de {\displaystyle \pi }, ou restreignent la quantification sur {\displaystyle A} aux ouverts ou aux fermés de {\displaystyle M} sans changer les propriétés ci-dessus.